# 後宮小説
『後宮小説』（こうきゅうしょうせつ）は、 酒見賢一のデビュー作となるファンタジー小説。1989年（平成元年）の第1回日本ファンタジーノベル大賞を受賞。1989年12月1日に新潮社よりハードカバーで刊行され、1993年4月25日には新潮文庫より文庫版が発売された。1990年にはこの小説を原作に『雲のように風のように』のタイトルでテレビアニメスペシャルが制作され、日本テレビ系列局で放送された。

## 概要
中国哲学や中国史に依拠した独特の記述法は、『素乾書』・『乾史』・『素乾通鑑』に依拠して歴史事実を記載した小説という体裁を採用し、ファンタジーノベル大賞選考会では井上ひさしにより「シンデレラと三国志と金瓶梅とラストエンペラーの魅力を併せ有す、奇想天外な小説」と高く評価された。
恩田陸、千葉ともこ、清水朔などの作家が、本作に影響を受けたと語っている。

## あらすじ
現代の暦で見れば1607年のこと、素乾国で皇帝腹宗の崩御に伴い即位する新皇帝の後宮整備が行われることになった。宮女募集が行われた緒陀県で、14歳の銀河がこれに応募し、後宮の教育機関である女大学に学ぶこととなった。銀河を含む一行は都城である北師へと旅立つ。その道中で義賊である平勝と厄駘に出会うこととなり、これが後に物語の重要な伏線となる。
北師に到着し、宮女としての教育を受けることになるが、天真爛漫であり、儒学の思想にとらわれない銀河は、仲間や師となる瀬戸角人と出会い、その中で房中術に基づいた奇抜な後宮哲学を学んでいくこととなる。
その時期、宮廷では新皇帝に即位した双槐樹に対し、異母弟である平菊を即位させようという琴皇太后一派による皇帝暗殺計画が進められる。そのような状況の中、銀河は双槐樹と瀬戸角人の遠謀によって正妃として立后される。
宮廷内の陰謀が渦巻く中、銀河が北師に向かう道中で出会った平勝と厄駘が、退屈しのぎという理由で挙兵を行った。この反乱軍を利用して、平菊擁立を目指す琴皇太后は瀬戸角人の弟子である菊凶と通じ、反乱軍を宮廷に導こうとする動きが発生する。
渾沌（厄駘より改名）はこの琴皇太后の陰謀を退け、幻影達（平勝より改名）は北師攻撃を実行する。反乱軍を過大に評価した宮廷内では、もはや武力で反乱軍に対抗する術もなく、数百人の宮女達が住まう後宮もその略奪対象として攻撃を受けることになる。
後宮を守るべく、銀河は宮女や宦官と協力し、幻影達の軍勢に対抗していくことになる。

## 主な登場人物
銀河（ぎんが）
本作の主人公。素乾国・緒陀県に生まれ育った十四歳の少女。
好奇心旺盛で天真爛漫な少女として描かれており、「三食昼寝付き」の噂につられて宮女候補に応募する。
儒学の規範に捉われない自由な発想で後宮での教育を受け、正妃としての地位を確立する。
幻影達の乱でも中心的な役割を果たし、後宮を守るために宮女たちによる軍を結成する。後に双槐樹の間に一人息子の黒耀樹をもうけた。
瀬戸角人（セト・カクート）
素乾国西域に存在した西都国の王家末裔。後宮教育である『後宮七典』を編纂した父の瀬戸隆寛（セト・ルーカン）の後を継ぎ、後宮学司に就任した老学者。通称は「角先生」。『後宮七典』の内容を要約した『女大学』なる書籍を著し、それを元に銀河達に後宮に関する教育を担当した。
自由闊達な銀河に対して好意的に接しており、双槐樹と相談の上で彼女を正妃に据えた。後宮哲学の証明として銀河に自らの思う真理の成就を托している。
双槐樹（コリューン）
素乾国最後の皇帝・槐暦帝。1608年（槐暦元年）6月、17歳で即位した。継母である琴皇太后の実子である平菊擁立の陰謀により暗殺の危険性のために、即位前は後宮などに身を隠していた。銀河が北師に到着して間もなく宮廷内に入る垂戸（たると）と称すトンネルの中で初めて両者が対面している。当初は「都合のいい女」として銀河を利用するつもりでいたが、次第に本心から彼女を愛するようになっていく。
幻影達の乱では王朝を守るべく奮闘するが、風紀が弛緩しきった中で対抗する術はなく、死を覚悟の上で姉の玉遥樹と共に投降する。銀河とたった一度の契りを結んだ後、最終的には幻影達側に寝返ったかつての臣下により毒殺された。
江葉（こうよう）
女大学の宿舎である娥舎で銀河と同室となった女性。茅南州出身。沈着冷静な性格で感情がほとんど顔に表れない。後に才人となり、後宮軍の結成に際しては指揮官となっている。素乾朝滅亡後は銀河と共に茅南州に戻り、そこで銀河と双槐樹の子である後の黒耀樹の養育を行った。
世沙明（セシャーミン）
娥舎での銀河の同室人。貴族出身で古典的な教養を有す人物として描写される。官職は嬪妃。素乾国滅亡後は沚水で世明妓館という妓楼を設け娘児（にゃんる、女将）になった。
出自由来の気位の高さ故最初は銀河の事を見下していたが、打ち解けた後は内心彼女を認めており、別離後も（叶わぬ夢と知りながらも）再会を望んでいた。
玉遥樹（タミューン）
娥舎での銀河の同室人。双槐樹の実姉であるが、弟に恋慕の情を抱いており、宮女候補の一人として娥舎に潜り込んだ。その恋慕は銀河への嫉妬として描写される場面もある。双槐樹が反乱軍に投降した際に同行し、幻影達により陵辱された後に自害している。
琴皇太后（きん-こうたいごう）
先帝である腹宗正妃。双槐樹の母である前皇后が死去したため皇后の地位に就いた。第二次宮女募集で入宮したのでまだ二十八歳と若い。
実子である平菊を皇帝に擁立すべく双槐樹の殺害を謀り、幻影達の反乱に際しては密通するが、陰謀は失敗し、平菊と共に服毒自殺をする。
平徹（へいてつ）
先帝腹宗と琴皇太后の第一子。当初皇太后は彼を帝位に就かせるべく画策していたが双槐樹の地位を守るため、前内閣首輔らの進言によって茅南州の王に封じられる。
平菊（へいぎく）
先帝腹宗と琴皇太后の第二子とされているが、その実は皇太后と通じた菊凶との子。
菊凶（きくきょう）
瀬戸角人の助手。艶かしい容貌により多くの宮女候補生の人気を有す。宮廷内の政治にも深く容喙し、琴皇太后と私通し平菊の皇帝擁立を策動し、更に多くの宦官や宮女をも篭絡して皇帝廃立に動く野心家である。幻影達の反乱に際しては密使として交渉に当るが、渾沌により斬首されている。
幻影達（イリューダ）
原名は平勝（へいしょう）。瓜祭山で無頼者の首領をしていたが、改心して自警団を結成、北師に向かう銀河の一行を警備している。後に丙濘で発生した農民反乱鎮圧に協力し、山北州都司である磁武の婿養子となり、山北州都司侍郎の地位を得ている。その後退屈しのぎに挙兵、いつしか玉座を望むようになり、最終的に素乾朝を滅亡させ新周朝を開いた。しかし簒奪王朝であったこともあり、その後発生した国内の反乱に対応できず、王朝は2年で滅亡、瓜祭に逃亡したところを地方蜂起軍に捕らえられ、刑死した。
渾沌（こんとん）
原名は厄駘（やくたい）。幻影達の義兄弟として作品に描写される。韜晦でありながら、自らの信念を貫く性格でもあり、当初は退屈しのぎに挙兵した反乱であるが、王斉美という将軍に出会ったことで、その敵討ちとしての反乱を指導して行く。
後宮攻撃に際して反乱の中止を主張し、幻影達との関係に亀裂が入る。銀河が後宮軍軍使として反乱軍側に接触した際に対応し、銀河と双槐樹の再会を手助けしているばかりか、その後の宮女脱出の策略を行うなどをしている。
末路に関しては幻影達の刺客に殺害された、若しくは地方蜂起軍の建州王杜辺の軍師である喃威（なんい）になったと描写されている。
真野（まの）
自分の出身地・緒陀県で宮女募集をかけ、銀河を見出した宦官。道中銀河が呼んで護衛を頼んだ平勝（後の幻影達）らに払う報酬を惜しんだ吝嗇家。
銀河が自分のもくろみ通りに正妃になったことで権力を握ろうとしたが、幻影達の乱が勃発、その渦中で処刑された。
王斉美（おうさいび）
双槐樹の忠臣であり、瀬戸角人の師弟。幻影達の乱に際しては幻賊撫に任命された。正義派官僚であったことより、琴皇太后派である栖斗野や真野といった宦官により煙たがれ、刺客が放たれた。しかし渾沌は王斉美と戦う以前に投降、戦闘中の殺害が不可能となった刺客は北磐関で殺害されてしまう。渾沌は人物を見込まれた王斉美が殺害されたことで、反乱の性格を王斉美の仇討ちという性格に変化させていく。
栖斗野（せいとの）
琴皇太后側近の宦官。反皇太后派である忠臣らを次々に讒言によって左遷・殺害するなど辣腕を振るうが、槐帝即位後反栖斗野派によって一族もろとも誅滅された。

## 設定

### 架空の史料
小説中で挙げられる史料は下記の通り。
- 『後宮七典』
- 『女大学』
- 『素乾書』
- 『乾史』
- 『素乾通鑑』（天山遯）
- 『素乾城の思い出』（エリサレム・ジャコメル著）
- 『箕松先生随文』巻3

### 架空の皇帝
小説中で名前の現れる素乾国の皇帝は下記の通り。
- 衒宗（げんそう） - 腹宗の6代前
- 狄宗（てきそう） - 腹宗の4代前
- 腹宗（ふくそう） - 双槐樹の父、後宮で腹上死したという伝説が残っている
- 槐宗（かいそう） - 双槐樹
- 黒耀樹（こくようじゅ） - 槐宗と銀正妃（銀河）の子、後に乾朝を建国、神武帝と称される

### 架空の紀年法
小説中で使用される素乾国の元号は下記の通り。
- 腹英：1573年 - 1607年
- 槐暦（かいれき）：1608年

## 書誌情報
- 後宮小説 （新潮社、1989年12月発行、ISBN 4103751010）
- 後宮小説 （新潮文庫、1993年4月発行、ISBN 4101281114）
  - 文庫版の表紙は駄場真弓が、解説は矢川澄子が担当した。

## テレビアニメ
1990年3月21日に日本テレビ系で放送された。テレビアニメ化されるにあたり、人物設定などが大きく変更されている箇所もある。 